# Grigore Alexandrescu

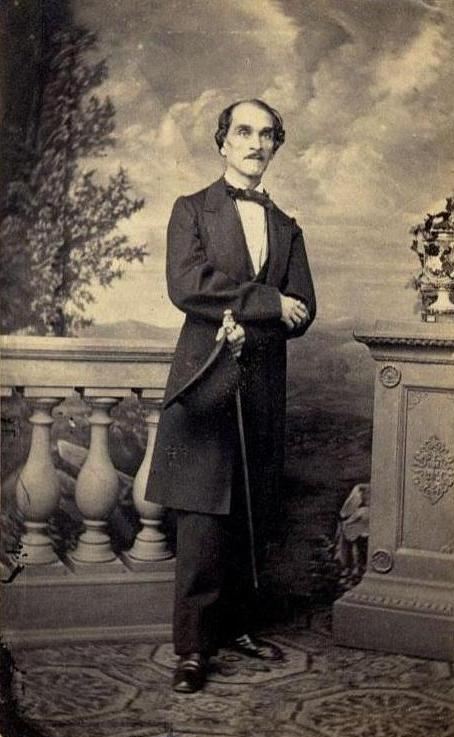
Grigore Alexandrescu

Grigore Alexandrescu (n. 22 februarie 1810, Târgoviște, Țara Românească – d. 25 noiembrie 1885, București, România) a fost un poet și fabulist român.

## Biografie

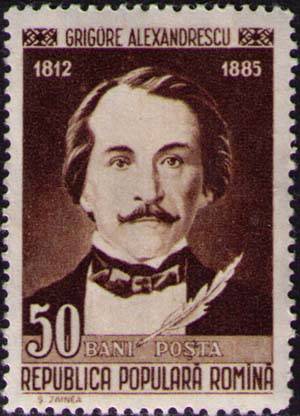
G. Alexandrescu, timbru din 1960

S-a născut la Târgoviște, pe data de 22 februarie în anul 1810, în mahalaua Lemnului, fiind al patrulea copil al vistiernicului Mihai Alexandrescu și al Mariei Fusea. În anul 1827 își pierde ambii părinți, rămâne orfan și se mută la părintele Ieremia, unchiul lui din București.
De mic dovedește o inteligență deosebită și o memorie extraordinară. În anul 1831, este înscris la școala de limba franceză a lui Jean-Alexandre Vaillant. În 1832, școala lui Vaillant este inclusă în școala „Sf. Sava”, devine astfel elev la Colegiul Național „Sfântul Sava”, aici fiind coleg cu Ion Ghica. Este găzduit o perioadă de Tache Ghica (tatăl lui Ion Ghica). Face cunoștință cu Ion Heliade Rădulescu. Îi uimește pe toți prin talentul său poetic.
Un timp va locui acasă la Heliade, care-i va publica, la 6 martie 1832, în „Curierul românesc”, poezia „Miezul nopții”, apoi, în același an, publică și primul său volum de poezii, „Eliezer și Neftali”, poezii traduse și originale.prima poezie, Miezul nopții, în Curierul Românesc, urmată de elegia Adio. La Târgoviște.
În anul 1834, se înrolează în armată, dar va demisiona în (1837). În anul 1835, Alexandrescu este trimis la Focșani, la hotarul dintre  Moldova și Țara Românească. După ce demisionează din armată, se întoarce la București.
Din pricina unor scrieri („Anul 1840” și Lebăda și puii corbului) este întemnițat, timp de trei luni. A ocupat funcții mărunte. A fost membru al Asociației literare a României (1846). În 1848 e redactor al ziarului Poporul suveran. În 1854 a fost director al Eforiei spitalelor civile. În 1856, este membru al Comisiei Centrale de la Focșani.
Între 1852 și 1857, a lucrat în Comisia Documentală. La invitația lui Ion Ghica, a pornit într-o călătorie prin Siria și Palestina. În 1859, domnitorul Al. I. Cuza l-a numit director și apoi ministru ad-interim la Departamentul Cultelor și Instrucțiunii Publice.
S-a căsătorit la Focșani, la 29 mai 1860, la biserica Stamatinești, cu Raluca Stamatin, fiica unui spătar din Moldova.
În ultimii 25 de ani de viață a fost marcat de alienare mintală. 
A murit sărac la București în anul 1885. Vasile Alecsandri, într-o scrisoare trimisă din Paris lui Alexandru Papadopol-Calimah, deplângea nepăsarea față de cel mai de seamă fabulist român: „Moartea bietului Alexandrescu nu m-a mîhnit atît de mult (căci el era mort de mai mulți ani), cît m-a mîhnit nepăsarea generației actuale în privirea lui și uitarea în care căzuse renumele lui, odinioară strălucit.”

## Activitatea literară
A debutat cu poezii publicate în Curierul Românesc condus de Ion Heliade Rădulescu. Poezia sa a fost influențată de ideile care au pregătit Revoluția din 1848.
Poet liric, scrie mai întâi meditații romantice, sub influența lui Lamartine. Tonul lor este extraordinar de fantastic. Cea mai reușită este Umbra lui Mircea. La Cozia (făcuse o călătorie în Oltenia, cu prietenul său, Ion Ghica).
Este ultimul fabulist autentic din literatura română, scriind circa 40 de fabule, în care adevărul este mascat, din cauza cenzurii autorităților (Câinele și cățelul, Boul și vițelul, Dreptatea leului, Vulpea liberală ș.a.).
Lui Grigore Alexandrescu îi revine meritul de a fi consacrat în literatura română, ca specii literare autonome epistola, meditația și satira. A tradus din Lamartine și Byron.

## Aprecieri critice
„Alexandrescu este incontestabil cel mai de seamă fabulist al nostru...”— D. Popovici

## Opere (volume publicate în timpul vieții)
- Poezii (1832)
- Fabule (1832)
- Meditații (1835)
- Poezii (1838)
- Fabule (1838)
- Poezii (1839)
- Memorial (1842)
- Poezii (1842)
- Suvenire și impresii, epistole și fabule (1847)
- Meditații, elegii, epistole, satire și fabule (1863)

## Poezii mai importante
| - Adio. La Târgoviște - Anul 1840 - Așteptarea - Boul și vițelul - Bursucul și vulpea - Câinele soldatului - Câinele și cățelul - Candela | - Cântece de peste Olt - Catîrul cu clopoței - Cimitirul - Corbii și barza - Dreptatea leului - Eliza - Epistolă către Voltaire - Încă o zi | - Lupul moralist - Mormintele. La Drăgășani - Miezul nopții - Meditație - Răzbunarea șoarecilor sau moartea lui Sion - Șarlatanul și bolnavul - Unirea Principatelor - Vulpoiul predicător |

## În alte limbi
- Mesék (Fabule), traducere în limba maghiară de Deák Tamás, Irodalmi Könyvkiadó, București, 1961.
- Válogatott művei (Opere alese), traducere în limba maghiară, Ifjúsági Könyvkiadó, București, 1962.[11]